# 002 Operazione Luna
Pour plus de détails, voir Fiche technique et Distribution.
002 Operazione Luna est un film italo-espagnol réalisé par Lucio Fulci et sorti en 1965.

## Synopsis
Cacace et Messina, deux voleurs siciliens, sont enlevés par le KGB afin de remplacer une paire de cosmonautes soviétiques perdus dans l'espace. Malgré la ressemblance parfaite, les deux malheureux sont dans la panade dès que les deux vrais pilotes spatiaux, qui ont survécu, reviennent sur Terre.

## Fiche technique
- Titre original : 002 Operazione Luna
- Réalisation : Lucio Fulci
- Scénario : Vittorio Metz, Amedeo Sollazzo (it)
- Photographie : Tino Santoni
- Montage : Pedro del Rey
- Musique : Coriolano Gori
- Décors : Nedo Azzini, Adolfo Cofiño
- Costumes : Mario Giorsi
- Producteur :
- Sociétés de production : IMA Productions, Ágata Films S.A.
- Pays d’origine :  Italie |  Espagne
- Langue originale : italien
- Format : Noir et blanc — 35 mm — 2,35:1 — Son : Mono
- Genre : Comédie, Film de science-fiction
- Durée : 90 minutes
- Dates de sortie :
  -  Italie : 25 novembre 1965

## Distribution
- Franco Franchi : Franco ; colonel Paradowsky
- Ciccio Ingrassia : Ciccio ; major Borovin
- Mónica Randall : Mishca Paradowsk
- Linda Sini : agent russe chef de l'espionnage
- Francesca Romana Coluzzi : agent russe
- Liana Orfei : fausse infirmière agente russe
- Lino Banfi : veilleur de nuit
- Ignazio Leone : l'autre infirmière
- Enzo Andronico : l'infirmière avec les cheveux blonds
- María Silva (es) : agente russe fausse infirmière
- Emilio Rodríguez : camarade Skordaiakov